# Гиллеспи, Марк (футболист)
Марк Джозеф Гиллеспи (англ. Mark Joseph Gillespie; 27 марта 1992, Ньюкасл-апон-Тайн, Англия) — английский футболист, вратарь клуба Премьер-лиги «Ньюкасл Юнайтед».

## Карьера
Воспитанник академии «Ньюкасл Юнайтед», из которой, ввиду своего небольшого роста и хрупкого телосложения, был выпущен, после чего перешёл в «Карлайл Юнайтед» в 2008 году в возрасте 16 лет, где сначала играл в составе молодёжной команды, а затем перешел в резервную команду.
Впервые в заявку попал 20 февраля 2010 года на гостевой матч Лиги 1 против «Суиндон Таун», поскольку второй вратарь команды Ленни Пиджли получил травму. Провёл на скамейке запасных ещё семь матчей, пока Пиджли не восстановился, что произошло перед финалом Трофея Футбольной лиги 28 марта. За клуб дебютировал 8 мая в последней игре сезона с «Норвич Сити», заменив на 90-й минуте Адама Коллина и не пропустив ни одного мяча. На поле вышел в возрасте 18 лет и 42 дней, став самым молодым вратарём в истории «Карлайла» и побив рекорд Тони Кейга.
В октябре 2010 года для получения игровой практики был отправлен в месячную аренду в клуб Северной Национальной лиги «Блайт Спартанс». Дебютировал 16 октября в гостевом матче против «Иствуд Таун», отстояв матч на ноль. В ноябре аренда была продлена ещё на два месяца; в январе покинул расположение клуба, в итоге сыграв за него 11 матчей, в 5 из которых оформил «сухарь». За следующие полтора года не сыграл за «Карлайл» ни одного матча; тем не менее, в феврале 2011 года согласился продлить свой контракт с клубом до лета 2012 года.
Впервые в стартовом составе вышел 4 сентября 2012 года на поле «Брантон Парк» в матче Трофея Футбольной лиги против «Престон Норт Энд», пропустив один гол и прервав серию из 146 последовательных выходов в старте основного вратаря Адама Коллина. Это повторилось снова через четыре дня, когда Гиллеспи занял место на воротах в игре лиги с «Хартлпул Юнайтед». 26 сентября в рамках Кубка Лиги «Карлайл» принимал «Тоттенхэм Хотспур», Гиллеспи также был стартовым вратарём. В начале матча он совершил несколько хороших сэйвов, что позволило его клубу остаться в игре. И хотя «шпоры» победили со счётом 3:0, главный тренер Андре Виллаш-Боаш и вратарь Карло Кудичини похвалили молодого англичанина. К ноябрю Марк сыграл 13 матчей, в которых пропустил 23 мяча и всего один раз сыграл на ноль (против «Кру Александры»), из-за чего потерял место в старте.
В середине декабря вернулся в стартовый состав, выйдя в игре с «Шрусбери Таун» и пропустив один гол. 16 марта в игре с «Лейтон Ориент» впервые в своей карьере был удалён с поля, получив две жёлтых карточки. Всего в том сезоне сыграл 37 матчей, в 7 из которых сохранил ворота пустыми. В течение сезона продлил контракт до лета 2015 года. Летом 2013 года клуб покинул Коллин, и Гиллеспи стал неоспоримым первым номером.
Следующий сезон был омрачён травмой колена, которую он получил 9 ноября 2013 года в матче Кубка Англии против «Борем Вуд». Из-за неё пропустил остаток сезона, а клуб вылетел в Лигу 2. Подобная ситуация повторилась и через год, когда вратарь получил травму паха. Всего в тех двух сезонах он отыграл 19 и 21 матч соответственно.
Перед началом сезона 2015/16 подписал очередное продление. 23 сентября в рамках Кубка Лиги «Карлайл» встречался с «Ливерпулем» на «Энфилде». Гиллеспи провёл очень качественный матч, отразив 16 ударов по воротам, при этом пропустив всего один гол и выведя свою команду в серию послематчевых пенальти, в которой отбил два удара от Адама Лалланы и Филипе Коутиньо. После матча впервые заявил, что хотел бы выступать за «Ньюкасл». Также после игры сообщалось об интересе «Лестер Сити», «Бернли» и «Брайтона» к игроку. 24 ноября провёл свою 100-ю игру за клуб, пропустив в гостевом игре против «Лутон Таун» три мяча. 23 февраля 2016 года в гостевом матче с «Уимблдоном» получил первую в карьере прямую красную карточку. В том сезоне оформил рекорд по количеству «сухих» матчей,
К середине сезона 2016/17 казалось, что «Карлайл» может получить долгожданное повышение: команда находилась попеременно находилась на второй и третьей строчке таблицы. Поэтому зимой Гиллеспи был предложен новый контракт. Однако к концу сезона команда опустилась из зоны прямого повышения в зону плей-офф, в итоге заняв шестое место, а матчах на повышение уступив «Эксетер Сити». Это побудило игрока не соглашаться на продление контракта, а подписать двухлетнее соглашение с клубом «Уолсолл» из Лиги 1, к которому присоединился на правах свободного агента. В том сезоне Марк установил личный рекорд по количеству матчей за сезон (52) и по количеству пропущенных за сезон голов (79). 18 марта 2017 года сыграл свой 100-й матч в Лиге 2.
За новый клуб дебютировал 5 августа 2017 года в гостевой игре с «Бери», пропустив один гол. Первый «сухой» матч отстоял 21 октября против «Донкастер Роверс». Хотя вратаря покупали в качестве стартового вратаря, по ходу сезона он уступил место на воротах Лиаму Робертсу.
В июне 2018 года перешёл в клуб шотландского Премьершипа «Мотеруэлл», заключив двухлетний контракт; Гиллеспи стал первым подписанием клуба в то летнее трансферное окно. Дебютировал 17 июля в домашнем матче Кубка Лиги против «Эдинбург Сити», отстояв матч на ноль. Изначально был запасным вратарём, однако в ноябре у основного вратаря Тревора Карсона был диагностирован тромбоз глубоких вен. В чемпионате первый матч сыграл 15 сентября против «Харт оф Мидлотиан», заменив на 31-й минуте Карсона. В том сезоне отразил четыре пенальти: один в матче против «Селтика», два — в матчах против «Сент-Джонстона», и один в последней игре сезона против «Ливингстона».
В следующем сезоне также был основным вратарём команды, отыграв все 30 матчей в сокращённом сезоне, а также 8 матчей в кубках; всего в сезоне отстоял 16 матчей на ноль, что для Гиллеспи стало рекордом в карьере. Вместе с клубом занял третье место в чемпионате. 31 мая 2020 года клуб объявил, что вратарь покинет команду по истечении контракта.
3 июля 2020 года клуба Премьер-лиги «Ньюкасл Юнайтед» объявил о подписании с футболистом трёхлетнего контракта; таким образом спустя 12 лет Гиллеспи вернулся в клуб, в котором начинал карьеру. Дебютировал 15 сентября в матче Кубка Лиги против «Блэкберн Роверс», не пропустив в свои ворота ни мяча.